# George Swift
George Harold Swift (Oakengates, 3 febbraio 1870 – Southampton, 18 aprile 1956) è stato un calciatore e allenatore di calcio inglese, di ruolo difensore.

## Carriera

### Giocatore
Comincia ad avviarsi verso il calcio professionistico nel 1887, anno in cui viene ingaggiato dallo Stoke City. Dopo una parentesi triennale al Crewe Alexandra, viene acquistato a titolo definitivo dal Wolverhampton, con cui, nella stagione 1892-1893, vinse l'FA Cup battendo l'Everton in finale per 1-0. Successivamente, dopo un'annata passata al Loughborough, si trasferisce al Leicester City, con cui giocò un totale di 186 gare di campionato mettendo a segno 5 reti. Nell'estate del 1902 si accasa al Notts County, con cui però scese in campo solamente 16 volte in tre stagioni. Si ritira dalle attività agonistiche nel 1906 con indosso la maglia del Leeds City.

### Allenatore
Nell'estate del 1907 venne nominato tecnico del Chesterfield. Durante la sua prima annata, la squadra riuscì a salvarsi per solamente due punti dalla retrocessione, mentre concluse la seguente piazzandosi alla medesima posizione, Tuttavia, la squadra non riuscì a iscriversi al campionato seguente, venendo in seguito retrocessa in Midlands League. Swift lasciò ufficialmente il club nel maggio 1910.
Nell'aprile 1911 Swift ottiene la guida tecnica del Southampton, con il compito di sostituire l'esonerato Ernest Arnfield. Tuttavia, al termine della stagione, conclusasi al diciassettesimo posto, il tecnico rassegna le proprie dimissioni.

## Palmarès

### Competizioni nazionali
- Coppa d'Inghilterra: 1

Wolverhampton: 1892-1893